# یواس‌اس مانایانک (ای‌ان-۸۱)
یواس‌اس مانایانک (ای‌ان-۸۱) (به انگلیسی: USS Manayunk (AN-81)) یک کشتی بود که طول آن 168' 6" بود. این کشتی در سال ۱۹۴۵ ساخته شد.